# Gina Palerme
Gina Palerme, nome d'arte di Irène de Maulmont (Bussière-Galant, 18 dicembre 1885 – Les Pavillons-sous-Bois, 26 dicembre 1977), è stata un'attrice, ballerina e cantante francese.
Fu una delle più note sciantose della sua epoca, nota anche col soprannome di La Cocotte Française.

## Biografia

### I primi anni

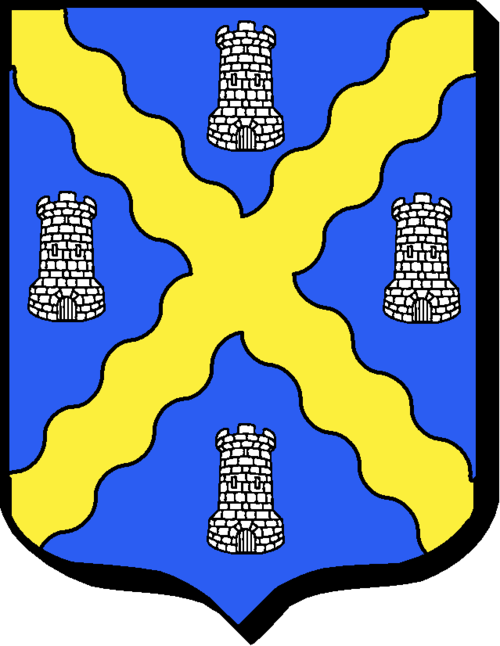
Stemma dei baroni de Maumont, famiglia a cui Gina Palerme apparteneva

Membro di una famiglia di antica nobiltà del Limosino (precisamente della regione di Châlus) ed imparentata coi Borgia, Irène de Maulmont era figlia del barone Aymard de Maulmont e di sua moglie, Antoinette Gazenaud. Rimasta orfana del padre nel 1891, crebbe con la madre che cercò di darle la migliore educazione per l'epoca.
Ad ogni modo, crescendo, Irène si sentì sempre più predisposta ad intraprendere la carriera teatrale ed iniziò a frequentare alcuni teatri col nome d'arte di Gina Palerme, di spiccato richiamo italiano.
Notata da un impresario inglese, partì alla volta di Londra dove prese parte a diverse produzioni della British musical comedy al West End Theatre. La prima apparizione di Gina Palerme sulla scena di un teatro la fece nel 1911 all'Adelphi Theatre nella commedia musicale The Quaker Girl (musica di Lionel Monckton). Qui ebbe il ruolo di Toinette, fatto che le permise di avere qualche replica e l'opportunità di cantare brevi parti da solista. Successivamente, ebbe il ruolo di Diane, originariamente affidato a Phyllis LeGrand.

### Il lancio della carriera
Nel 1912, sempre all'Adelphi Theatre, prese parte alla rivista The Dancing Mistress dove ebbe il ruolo di Lili, portando un "tocco di diavoleria parigina" alla commedia. La musica, composta da Lionel Monckton, venne diretta da James T. Tanner. The Dancing Mistress rimase all'attivo per 242 rappresentazioni dal 19 ottobre di quell'anno in poi. Il ruolo principale, quello di Nancy, la dancing mistress, era affidato a Gertie Millar.
Nel 1914, Gina Palerme recitò in Betty, musiche di Paul A. Rubens (1875 - 1917) e di Ernest Steffan (1896 - 1967) e con parole di Adrian Ross e Paul A. Rubens. Nel medesimo anno, Gina Palerme ebbe il ruolo da protagonista in Plantons les Capucines con Dominique Bonnard e Maurice Froyez, rivista tenutasi all'Ambassadors Theatre a partire dall'11 maggio. Mantenne il ruolo di protagonista anche in Bric-a-Brac (1915) ed in Vanity Fair (1916). Le commedie La Petite Chocolatière (di Paul Gavault, 1917), Finsbury (1917), e The Girl for the Boy (1919), vennero scritte appositamente per lei.
Descritta come "la più bella donna di Francia", fu il personaggio che ispirò la scrittura di My Fair Lady, al punto che Cecil Beaton scrisse di lei: "Gina Palerme ha portato tutto il glamour della cocotte francese a Londra".

### L'esperienza cinematografica ed il teatro
Rientrò in Francia nel 1920, forte della sua notorietà acquisita sulle scene di Londra. Nei cinque anni successivi si gettò anche nell'esperienza del cinema muto dove pure riscontrò un notevole successo, in particolare nel film L'éternel féminin di Roger Lion del 1921.
Nel 1922, fu la volta di Margot (1922), avendo il ruolo di protagonista anche in L'idée de Françoise di Robert Saidreau (1922) recitando al fianco di André Dubosc. Nel 1923 fu la volta di Frou-frou di Guy du Fresnay, nel quale recitò con Berthe Jalabert. Sempre nel 1923 recitò in La Bataille. Nel 1924 in The Danger line di Édouard-Émile Violet, ed in Au secours di Abel Gance. Infine, nel 1925, ritrovò Roger Lion in La Clé de voûte.
Gina Palerme, divenne altresì un "apostolo della cultura fisica", e della donna sportiva dell'epoca. Praticando diverse attività sportive, espresse una nuova forma di corporeità femminile contrapposta alla sola grazia effimera con cui la donna era vista sino a quel momento. Militò per le teorie di Georges Hébert, figura chiave della cultura della ginnastica francese secondo metodi naturali nel' École de l’athlète complet che era stata sviluppata anche in chiave militare nel corso della prima guerra mondiale. Si espresse a favore di queste teorie anche in un suo articolo apparso su Mon Ciné nel 1922 dal titolo «Les artistes de cinéma doivent faire du sport», dove Gina Palerme dichiarò: "l'attore di cinema deve accrescere le proprie capacità fisiche". Per Gina Palerme le sole competenze artistiche non erano sufficienti a fare di un attore un vero propugnatore de l'"art de gestes". La danza, che ella stessa definì uno "sport", era parte integrante del suo programma di cultura fisica perché permetteva di "mantenere i muscoli" con la grazia di "movimenti armoniosi"..
Dal 1924 al 1928, Gina Palerme proseguì anche la propria carriera artistica in teatro all'Olympia. Elle se produit aux Ambassadeurs en 1925.
Nel 1926, quando il Moulin Rouge rinnovò completamente il proprio repertorio teatrale dopo dieci anni di assopimento, Gina Palerme venne chiamata a condurre la rivista Montmartre aux nues. Questa rivista di Pierre Foucre venne prodotta da Earl Leslie. Jacques Charles e Charles-Louis Pothier ne furono i parolieri. Gina Palerme incontrò qui diversi personaggi tra cui Randall, Raymond Dandy e Dréan con composizioni di José Padilla Sánchez, con la partecipazione dello Spark's Ballet de Vienne, beneficiando di costumi e decorazioni di Charles Gesmar.
Ancora dotata di un fisico avvenente, lavorò pure come modella per i creatori di moda dell'epoca, per il coiffeur Mayo (1925), per la gioielleria Oréum (1926), per la ditta di saponi Cadum. Collaborò largamente anche con la "demoiselles du Moulin Rouge", la famosa Mistinguett, che contribuì ad inserirla nel mondo dello spettacolo parigino dell'epoca.
il 26 ottobre 1926, Gina Palerme rimase vittima di una strana aggressione. Verso le 4.00 del mattino, ora nella quale si portava solitamente dal palco del teatro alla sua villa situata al numero 80 di Quai de Varenne a La Varenne-Saint-Hilaire (odierna Saint-Maur), contro di lei vennero sparati due colpi di pistola senza che ad ogni modo lei ne rimanesse colpita. L'attentatore, accompagnato da altri, rimase sconosciuto a Gina Palerme che per l'oscurità non poteva vederlo chiaramente, anche perché fuggì immediatamente dopo aver esploso i due colpi Sul posto intervenne subito il commissario di polizia locale Pineau che però non poté far altro che constatare il fatto e la fuga dei malviventi. Il fatto rimase un enigma insoluto e la stessa Gina Palerme dichiarò alla polizia di non conoscere i motivi di quel tentativo di aggressione.
Nel 1926 apparve in un Pathé-revue, dei piccoli estratti cinematografici a mo' di cinegiornale che venivano proiettati nelle sale prima della proiezione dei grandi film. Nel 1927 presenziò alla Sei giorni di Parigi, evento molto popolare e frequentato dalle star del cinema, del teatro, della canzone e delle cronache mondane, assieme a Georges Goursat, Paul Vaillant-Couturier, Georgel, Saint-Granier, Jacques Natanson, Georges Biscot, Henri Bernstein, Blanche Montel, Christiane Dor, Huguette Duflos e Marthe Régnier.
Nel 1928, a 43 anni, calcò le scene del Concert Mayol per la rivista La Volupté de Paris, che segnò inoltre il debutto parigino delle Rocky Twins che l'anno successivo tornarono a Parigi per produrre con Mistinguett.
Il 6 febbraio 1932, all'età di 47 anni, sposò Pierre Palette, impiegato commerciale di 39 anni, a Boulogne-Billancourt. La coppia prese residenza al n.3 de l'Avenue Jean-Baptiste-Clément a Parigi, strada dove pure risiedeva Abel Gance.
Irène de Maulmont morì senza discendenza a 92 anni a Les Pavillons-sous-Bois, lunedì 26 dicembre 1977.